# Dekanat chmielnicki
Dekanat chmielnicki – jeden z 33 dekanatów rzymskokatolickiej diecezji kieleckiej. Tworzy go 9 parafii: 
- Chmielnik – pw. Niepokalanego Poczęcia Najświętszej Maryi Panny
- Drugnia – pw. św. Wawrzyńca diak. m.
- Gnojno – pw. św. Jana Chrzciciela
- Jarząbki – pw. NMP Matki Miłosierdzia
- Pierzchnica – pw. św. Małgorzaty dz. m.
- Piotrkowice – pw. Zwiastowania NMP
- Potok – pw. Wniebowzięcia NMP
- Sędziejowice – pw. św. Jakuba Ap.
- Szydłów – pw. św. Władysława w.